# Takifugu
Takifugu – rodzaj głównie morskich ryb z rodziny rozdymkowatych.  

## Występowanie
Występują w wielu akwenach pomiędzy 45° szerokości północnej a 45° szerokości południowej, zwykle w wodach słonych, w pobliżu raf koralowych lub wybrzeży, ale czasem także w wodach słodkich lub słonawych. 

## Klasyfikacja
Gatunki zaliczane do tego rodzaju:
| - Takifugu alboplumbeus - Takifugu basilevskianus - Takifugu bimaculatus - Takifugu chinensis - Takifugu chrysops - Takifugu coronoidus - Takifugu exascurus - Takifugu flavidus - Takifugu niphobles - Takifugu oblongus - Takifugu obscurus - Takifugu ocellatus – kolcobrzuch plamisty - Takifugu orbimaculatus | - Takifugu pardalis - Takifugu plagiocellatus - Takifugu poecilonotus - Takifugu porphyreus - Takifugu pseudommus - Takifugu radiatus - Takifugu reticularis - Takifugu rubripes - Takifugu snyderi - Takifugu stictonotus - Takifugu variomaculatus - Takifugu vermicularis - Takifugu xanthopterus |

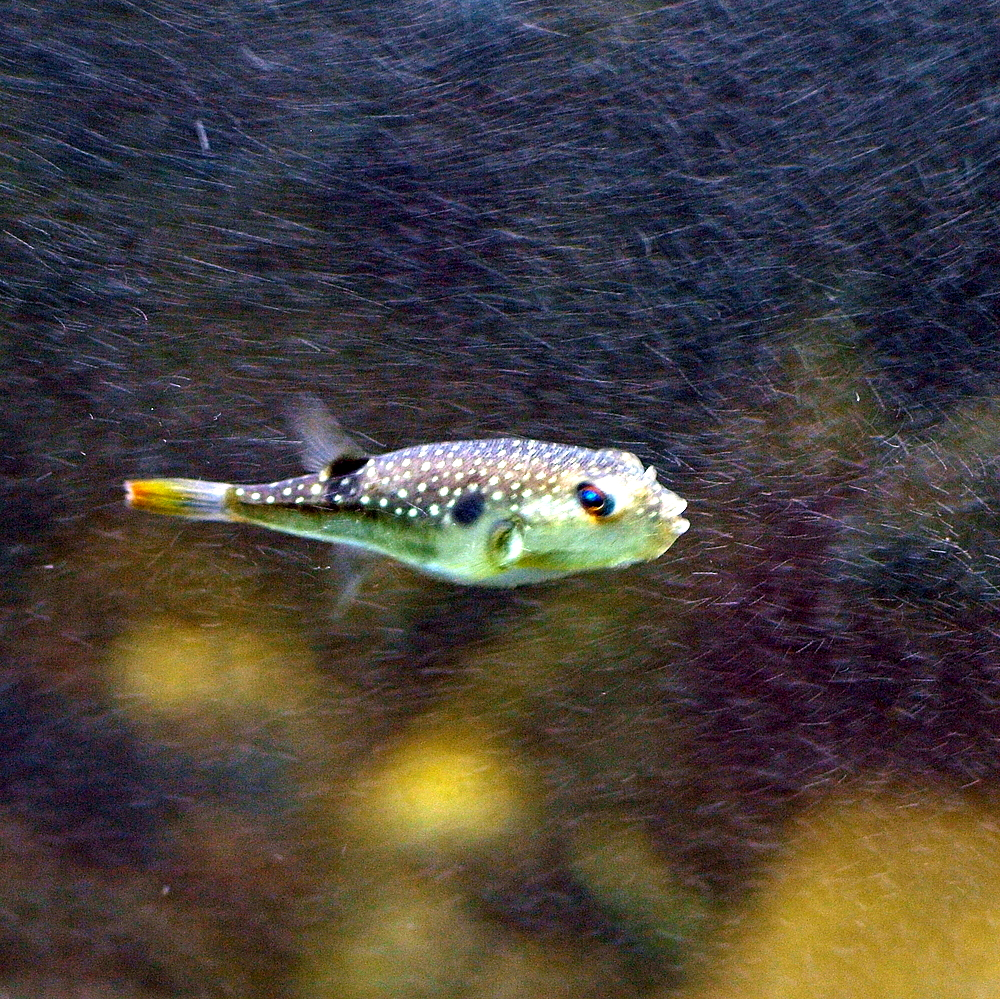
Takifugu niphobles
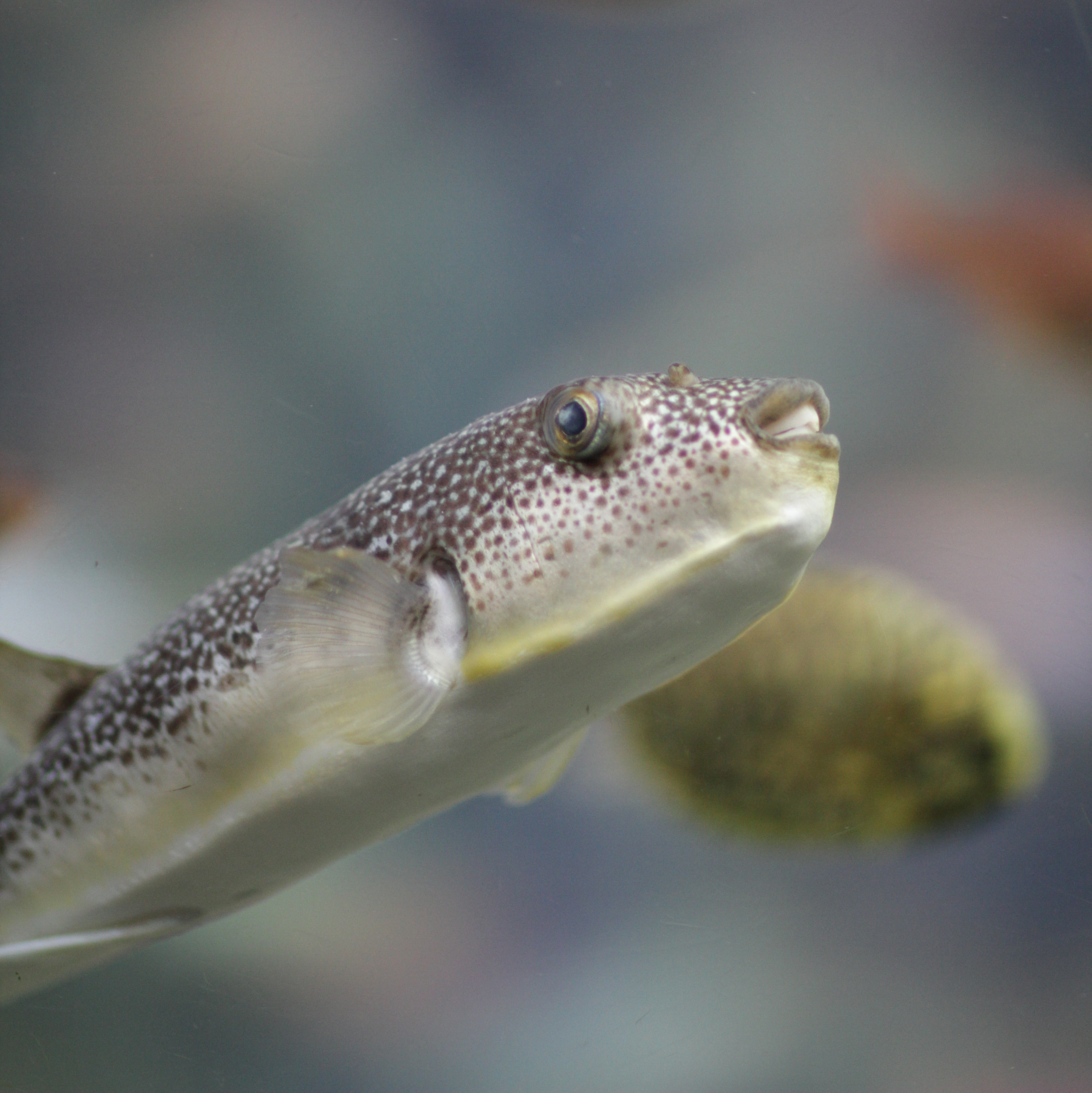
Takifugu snyderi

## Pokarm
Ich pożywieniem są głównie glony, mięczaki, bezkręgowce, czasem skorupiaki. Rzadko atakowana przez drapieżniki ze względu na zawartość toksyn w organizmie. Odstrasza napastników, nadymając się do rozmiarów kilkakrotnie większych niż normalne.